# Pteronotus gymnonotus
Grand Ptéronote à dos nu
Espèce
Répartition géographique
Statut de conservation UICN

 LC  : Préoccupation mineure
Pteronotus gymnonotus, le Grand Ptéronote à dos nu, est une espèce sud-américaine de chauves-souris de la famille des Thyropteridae.

## Description
Pteronotus gymnonotus a une longueur de la tête et du corps entre 55 et 69 mm, la longueur de l'avant-bras entre 50 et 55 mm, la longueur de la queue entre 21 et 28 mm, la longueur du pied entre 10 et 13 mm, la longueur des oreilles entre 16 et 21 mm et un poids allant jusqu'à 18 g.
La fourrure est courte. La couleur générale du corps est brune ou orange, tandis que la fourrure sur la face inférieure est plus claire.
Le museau est court et pointu, avec de longs poils sur les côtés du museau et un petit pli de peau au-dessus des narines. Les lèvres sont gonflées, celle du bas est recouverte de grosses papilles verruqueuses. Les yeux sont très petits. Les oreilles sont étroites, triangulaires, pointues et séparées les unes des autres, le bord antérieur dépassant vers l'avant jusqu'au museau et l'antitragus bas s'étendant jusqu'au coin arrière de la bouche. Le tragus est environ un tiers plus long que l'oreillette. Les membranes des ailes sont jointes sur le dos le long de la colonne vertébrale, donnant l'impression d'un dos nu et sont fixées en arrière le long de l'intérieur du tibia, près du calcar, qui est très long. La queue est longue et s'étend approximativement à mi-chemin sur la surface dorsale de la large membrane interfémorale.
Le caryotype est 2n=38 FNa=60.

## Répartition
Pteronotus gymnonotus est présente depuis l'État mexicain de Veracruz, à l'exception de la péninsule du Yucatán, en passant par le Belize, le Guatemala, le Honduras, le Salvador, le Nicaragua, le Costa Rica et le Panama jusqu'au nord et au centre de la Colombie, au Venezuela, au nord de Guyana, à l'est de l'Équateur, au Pérou, au nord de la Bolivie et au Brésil, dans les États d'Amazonas, Goiás, Mato Grosso, Pará, Piauí, Roraima et District fédéral.
Elle vit dans les forêts sèches de feuillus et les forêts sempervirentes jusqu'à 400 mètres d'altitude. Elle est adaptée aux environnements chauds et ne peut pas tolérer longtemps des températures inférieures à 15 °C.

## Comportement

### Habitation
Elle se réfugie dans de grandes grottes, souvent en compagnie d'autres Mormoopidae.

### Alimentation
Elle se nourrit d'insectes volants, principalement d'orthoptères, de blattes et de papillons nocturnes, plus rarement de fruits et de pollen.

### Écholocation
Les appels d'écholocation durent en moyenne 6,6 millisecondes et se composent de trois séquences de tonalités. La plus forte est la deuxième séquence de tonalités, où la fréquence passe de 55 kHz à 49 kHz.

### Reproduction
Des femelles gravides furent observées dans le Nord de l'Amérique centrale entre avril et juin. Selon des observations individuelles, dans le Nord du Brésil, la naissance des petits a lieu pendant la saison des pluies, entre septembre et novembre.

## Taxonomie
Elle est décrite comme une nouvelle espèce en 1843 par le zoologiste allemand Johann Andreas Wagner. Wagner la place dans le genre Chilonycteris, aujourd'hui disparu. L'holotype a été collecté à Cuiabá, Mato Grosso, Brésil. L'autorité taxonomique est cependant parfois confiée à Johann Natterer. Selon le principe de priorité du Code international de nomenclature zoologique, le premier auteur à publier un nom d'espèce est considéré comme l'autorité de ce nom. Smith (1977) émit l'hypothèse que Wagner avait copié la description de l'espèce de Natterer directement à partir de son journal, et donna ainsi à Natterer l'autorité. Carter et Dolan (1978) déclarent que la description de Wagner n'est pas comparable à celle de Natterer, c'est pourquoi ils attribuent le nom à Wagner.